# Teodisio Revelli
Teodisio Revelli (... – Torino, ottobre 1319) è stato un vescovo cattolico italiano.

## Biografia
Il nome di Teodisio Revelli compare per la prima volta nei verbali di elezione del nuovo vescovo di Torino nell'anno 1300 quando il capitolo dei canonici aveva proposto per questa carica Tommaso di Savoia, figlio cadetto di Tommaso III di Savoia, il quale però era stato rigettato dal pontefice Bonifacio VIII, che gli preferì Teodisio, già canonico della cattedrale di Amiens e cappellano di Sua Santità.
Eletto vescovo il 6 novembre di quello stesso 1300, Teodisio ricoprì ruoli di primaria importanza nell'amministrazione della diocesi torinese: nel 1310 accolse il passaggio dell'imperatore Arrigo VII durante il suo viaggio verso Roma, contribuendo anche alla fondazione di moltissime chiese e cappelle in tutta la diocesi.
Si occupò altresì della «questione templare», ovvero di come affrontare nella diocesi torinese le disposizioni della Bolla Pontificia di papa Clemente V, che stabiliva la sospensione dell'Ordine dei Cavalieri Templari e la confisca di tutti i beni di loro proprietà.
A tal proposito nel 1312 il vescovo Revelli nominò due commissari incaricati di risolvere pacificamente la «questione templare», ovvero dapprima Bonifacio da Virle e in seguito il conte Federico da Piossasco, entrambi membri dell'Ordine degli Ospitalieri Gerosolimitani. La «questione templare» per la diocesi torinese riguardava in particolare la dismissione della Commenda di Pancalieri e quella di Vallis Mallæ.
Morì a Torino nel mese di ottobre del 1319.